# Odontopyge dilatata
Odontopyge dilatata är en mångfotingart som beskrevs av Henri W. Brölemann 1905. Odontopyge dilatata ingår i släktet Odontopyge och familjen Odontopygidae. Inga underarter finns listade i Catalogue of Life.